# Филип Сидски
Филип Сидски (стгрч. Φιλιππος Σιδης;Φιλιππος Σιδης; друга половина 4. века - после 431.) био је писац-историчар и хришћански свештеник.

## Биографија
Филип је рођен у Памфилији, у граду Сиде. Био је рођак софисте Троила. За време цара Теодосија Великог, Родон, учитељ и ученик старешине Александријске богословске школе Дидима Слепог, преселио се у Сиде. Филип постаје Родонов ученик. Након обуке, Филип и Троил су се преселили у Цариград. У престоници је Филип ђакон и служи са светим Јованом Златоустим. Сачувано је писмо Светог Јована Златоустог Филипу Сидском, објављено у 52. тому Грчке патрологије. 
Као ђакон, Филип изучава науку и сакупља књиге, и сам почиње да пише књиге. Написао је есеј у оповргавању књиге цара Јулијана и саставио „Хришћанску историју“, поделивши је на тридесет шест књига, од којих је свака садржала много томова, тако да су сви томови достигли скоро хиљаду. Након тога, Филип постаје свештеник и активно учествује у црквеном животу Цариграда. 
После смрти архиепископа Атика, Филип, Прокло и Сисиније су били кандидати за архиепископа у Цариграду. Сисиније је изабран 426. године. Ово рукоположење је веома узнемирило Филипа, а он је, по сведочењу Сократа Сколастика, у хришћанској историји коју је написао, много рекао у осуди ове хиротоније, осуђујући и рукоположене и оне који су рукополагали, а посебно Маријане. После Сисинијеве смрти, једни су желели да виде Филипа за патријарха, други Прокла, али је цар Теодосије II преферирао и поставио странца из Антиохије по имену Несторије за патријарха 428. године. Несторије почиње да шири своје учење, Филип излази са врло оштрим осудама против Несторијевог учења и Несторије га је осудио као „манихејаца“ на локалном сабору. Године 431. Филип, Прокло и Максимијан су кандидати за место цариградског архиепископа. Максимијан је изабран за архиепископа.

## Филипови списи
„Хришћанска историја“, према патријарху Фотију, почела је речима: „У почетку створи Бог небо и земљу“. (Пост. 1:1); Ово дело је опширно и садржи веома разноврстан преглед историје. Фотије је прочитао историју Филипа, која се састоји од 24 дела, од којих свако садржи 24 књиге. Језик „хришћанске историје“, према Фотију, је шаролик, без деликатеса и благодати, и убрзо постаје досадан или позитивно одвратан; сврха излагања је пре да покаже сопствено знање него да користи читаоцу, већина тема обрађених у „Хришћанској историји“ нема никакве везе са историјом, а дело би се могло назвати расправа о свим врстама тема, него историја, неукусни излив мисли.
„Хришћанска историја“ је изгубљена; Неколико фрагмената из ње је сачувано у катени која се приписује Никифору Калисту.
Други Филипови списи нису сачувани.